# Alte Burg (Heilbad Heiligenstadt)

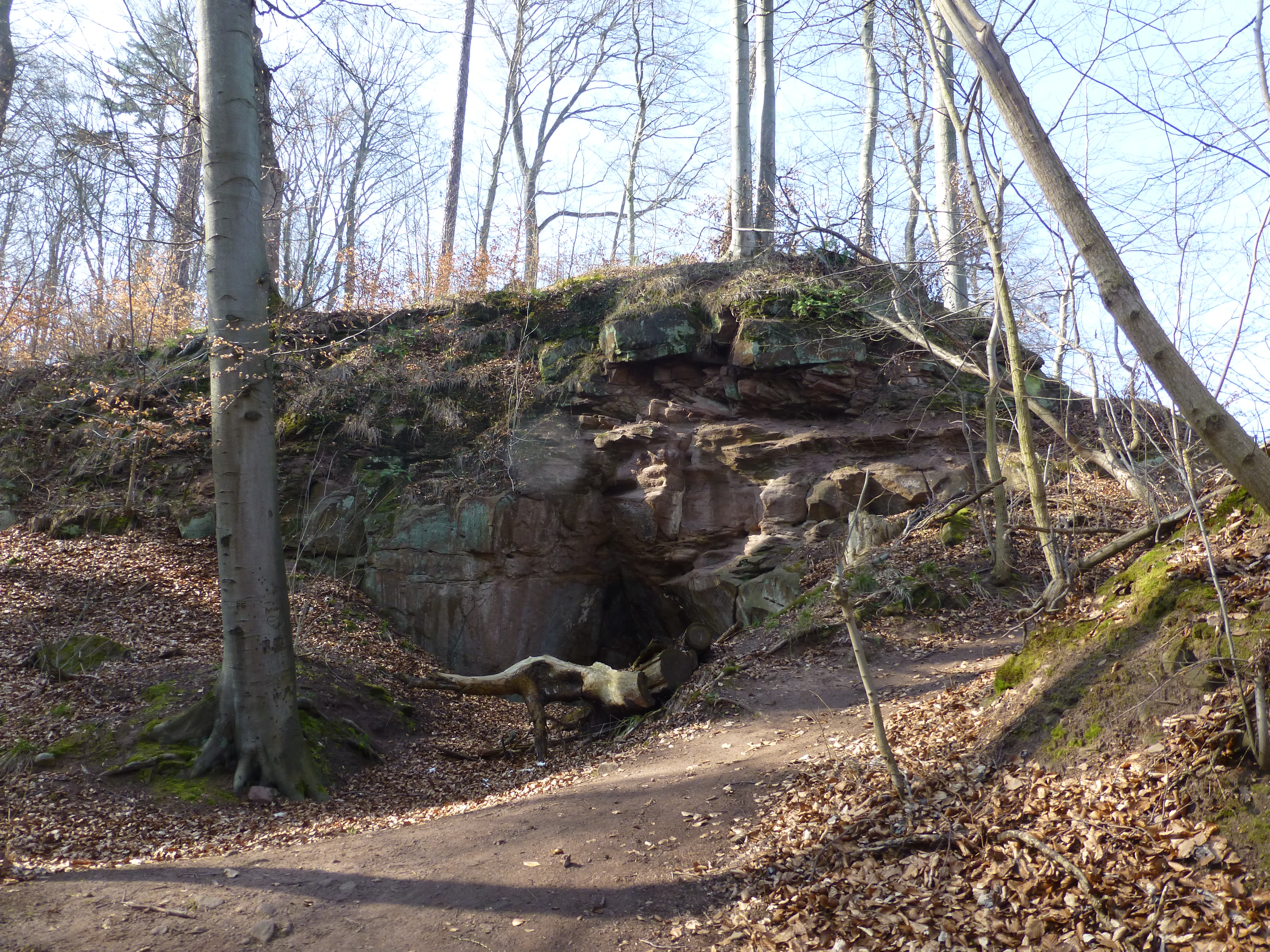
Wanderweg durch die Alte Burg

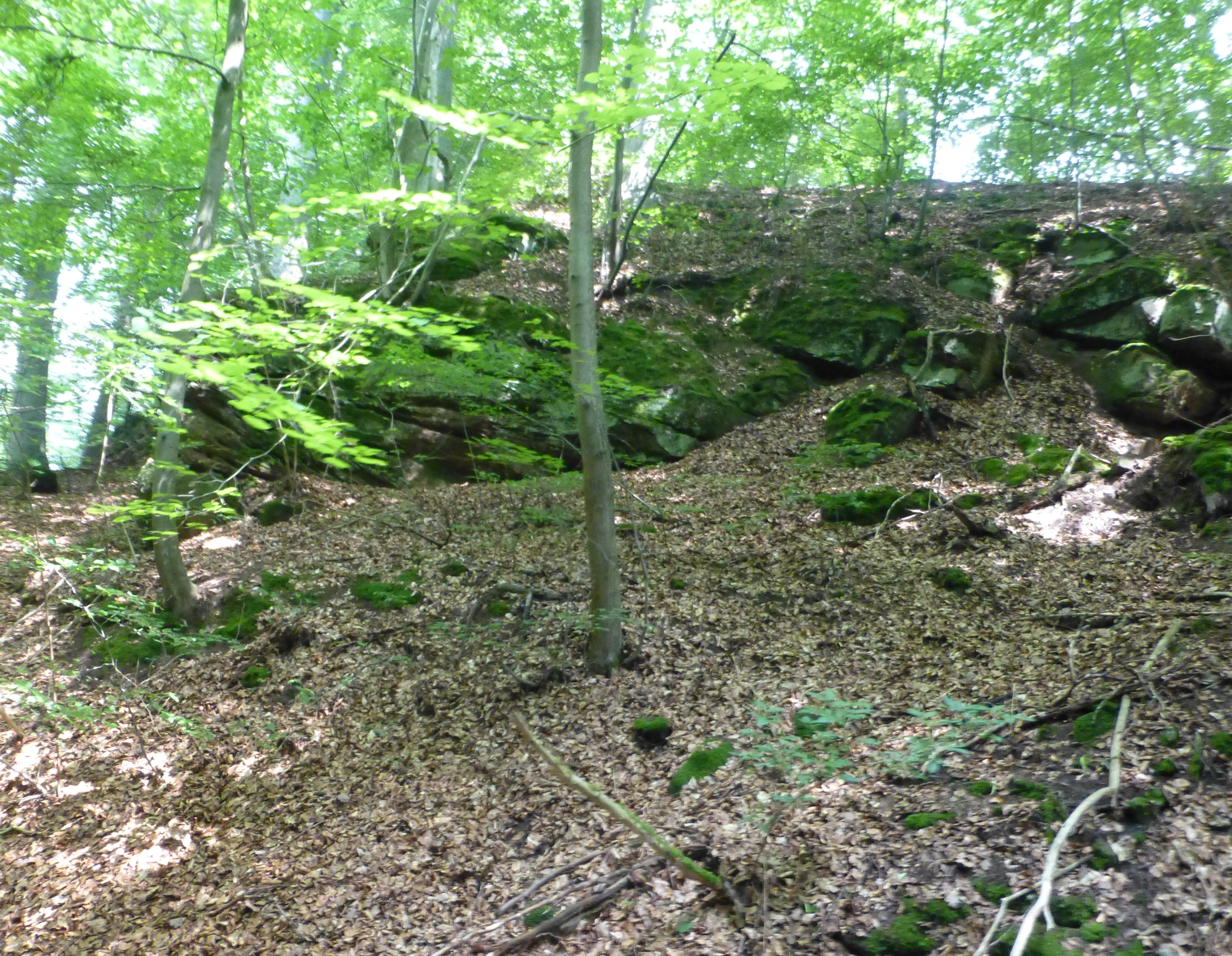
Sandsteinformation

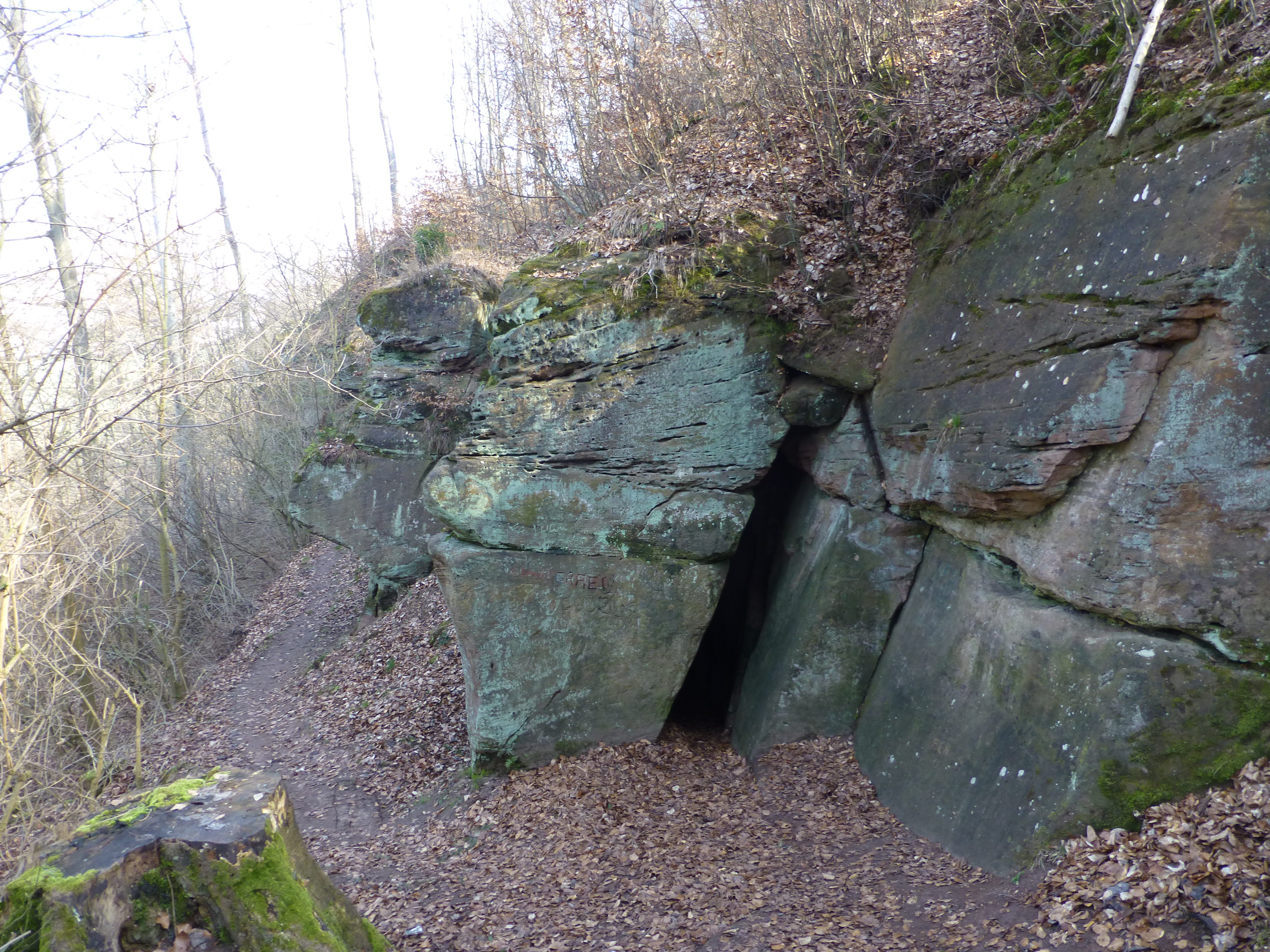
Zwergenhöhle Alte Burg

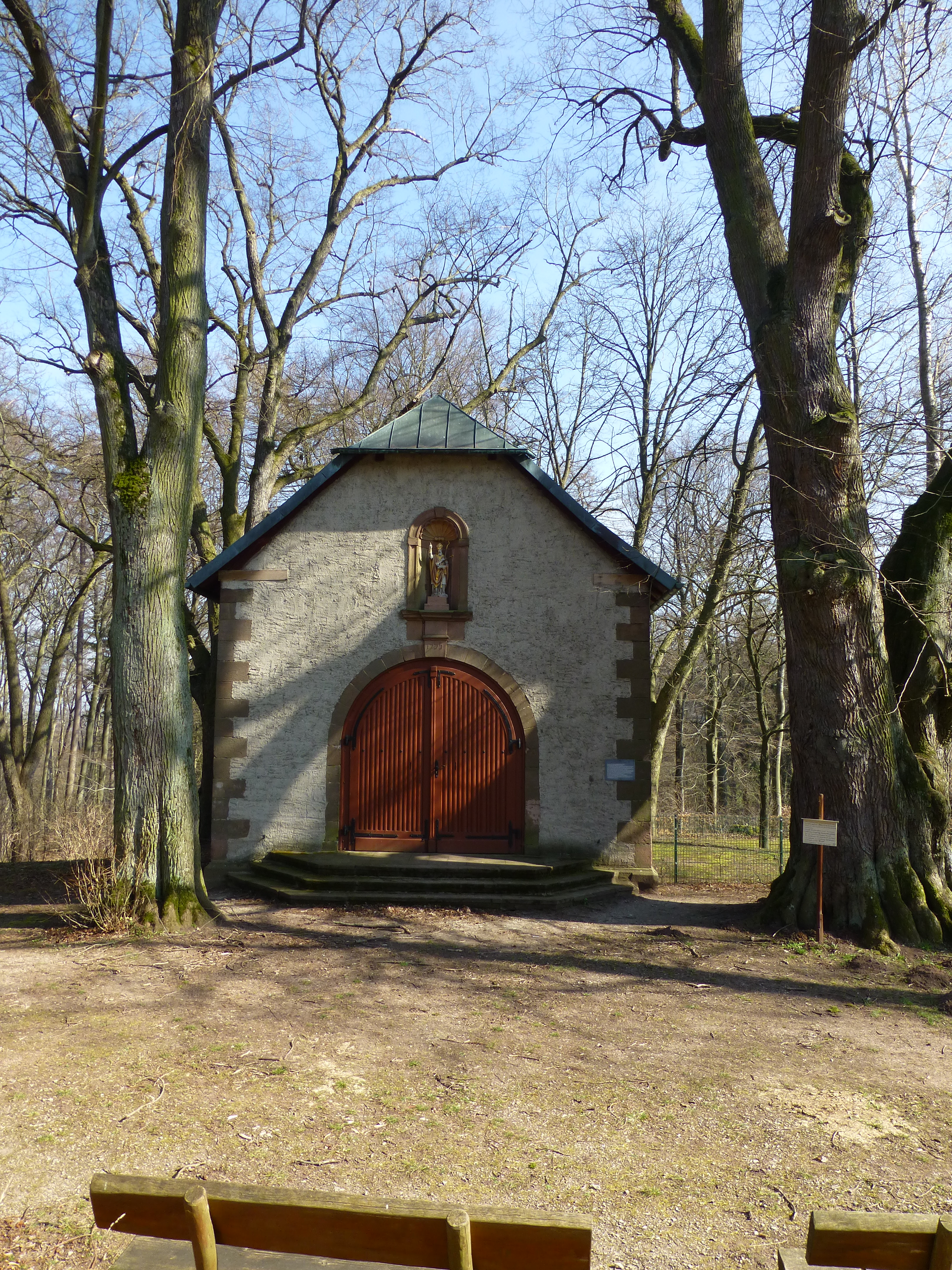
Alte Burgkapelle mit Infotafel

Die Alte Burg ist eine Wald- und Feldflur bei Heilbad Heiligenstadt im Landkreis Eichsfeld in NordwestThüringen.

## Lage
Die Landschaft befindet sich zwischen Heiligenstadt und Uder südlich der Landesstraße 3080 im Leinetal und nördlich der Muschelkalkschichtstufe der Elisabethhöhe. Die westliche Flurgrenze bildet etwa die Stadtgrenze von Heiligenstadt mit Resten der alten Landwehr. Der Elisabethgraben, ein kleiner linksseitiger Zufluss zu Leine, entspringt oberhalb der Alten Burg und bildet ein kleines Tal in Richtung der östlichen Flurgrenze. Zum Flurbezirk gehören noch die Flurteile „Über der Alten Burg“ und „Unter der Alten Burg“.

## Geologie
Das nach Norden abflachende Buntsandsteinplateau fällt zum Leinetal mit einer steileren Schichtstufe ab und bildet dort zahlreiche Felsstrukturen der Solling-Formation aus Mittleren Buntsandstein. Am markantesten ist die Felsformation an der sogenannten Zwergenhöhle und der Teufelskanzel. In die Höhle gelangt man über einen schmalen Eingang, der sich dann verengt und in einer kleinen Kammer endet. Über die Entstehung der kleinen Höhle gibt es verschiedene Deutungen, entweder ist sie eine Abrissspalte durch Hangrutschung oder auch durch einen Abbau geschaffen. Eine Informationstafel gibt Auskunft über die Geologie und Sagenwelt.
Das Plateau weist eine Höhe zwischen 270 und 300 Meter Höhe auf, gegenüber dem Leinetal mit einer Höhe von etwa 240 Meter und besteht aus Oberen Buntsandstein. An der westlichen Flurgrenze findet man ein kleines Gipslager im Röt und unterhalb der Schichtstufe des unteren Wellenkalkes der Elisabethhöhe abgerutschte Muschelkalkpartien.

## Natur
Die Gegend ist heute überwiegend bewaldet, wurde in früheren Zeiten insbesondere auf den flacheren Abschnitten auch landwirtschaftlich genutzt. An der L 3080 gibt es einen Parkplatz, von dem man die Gegend über mehrere Wanderwege erkunden kann. Vom Bildstock führt ein Weg hinauf zur Zwergenhöhle.
Eine alte Sommerlinde bei der Kapelle, gepflanzt im 17. Jahrhundert, wurde als Naturdenkmal ausgewiesen.

## Geschichte
Erstmals schriftlich erwähnt wird die Alte Burg 1241, als das Katharinenkloster Eisenach seine Besitzungen in Geisleden und der Alten Burg (montem dictum Altenborg) an den Vizedom Heidenreich von Hanstein auf dem Rusteberg verkaufte. Bereits dessen Vorfahre Helwig hatte diese Güter um 1200 an das Kloster in Eisenach verkauft. Die Familie von Hanstein war dann mehrere Jahrhunderte im Besitz der Alten Burg. 1303 wird in einer Urkunde von einem castrum antiquum geschrieben und 1417 wird von einer Kapelle „St. Peter und Paul“ mit einer eigenen Vikarie berichtet, die ab Ende des 15. Jahrhunderts von Kollegiatstift St. Martin in Heiligenstadt versehen wurde. Dazu gehörte ein Lehnsgut mit Ländereien, Wiesen und Gehölz. 1789 wurde die Kapelle dem Pfarrei zu Rengelrode inkorkoriert. Bis ins 18./19. Jahrhundert wird die Kapelle und das Lehnsgut in Urkunden erwähnt, wobei es auch zu Streitigkeiten zwischen den Herren von Hanstein, der Pfarrei Rengelrode und Heiligenstadt kam. Wann und wie die Alte Burg in den Besitz der Stadt Heiligenstadt gelangte, ist nicht genau bekannt. Die mittelalterliche Landwehr von Heiligenstadt schließt die Alte Burg bereits in das Stadtgebiet ein.
1723 wird eine neue Kapelle gebaut, die heutige Friedens- oder Alte Burg-Kapelle. Im 18. Jahrhundert wohnten dann Eremiten am Ort, die dem Martinsstift in Heiligenstadt unterstanden. Im 19. Jahrhundert entstanden mit Erlaubnis der Stadt mehrere Steinbrüche.
Ab dem 20. Jahrhundert wurden auf der Alten Burg verschiedene Gebäude errichtet, unter anderem eine Ausflugsgaststätte gleichen Namens an der alten Fernstraße. 1937 wurde eine Bannschule „Herbert-Haselwander-Heim“ für das Jungvolk eröffnet, das heutige „Haus auf der Bleibe“. 1943 wurde schließlich an der westlichen Flurstücksgrenze ein Reichsausbildungslager der Hitlerjugend eröffnet. Dort wurden auch Jugendliche aus anderen Ländern auf einen Dienst in der SS vorbereitet. Heute befindet sich an dieser Stelle eine Kleingartenanlage. In den 1980er Jahren gab es auf der Alten Burg ein Ferienobjekt des VEB Nortak Tabakfabriken Nordhausen. Weiterhin gibt es hier einen kleinen Bauernhof und Gebäude für die Jugendfeuerwehr.

## Sagen von der Alten Burg und der Zwergenhöhle
Mehrere Sagen befassen sich mit diesem Ort und seinen Besonderheiten:
- Die Entstehung Heiligenstadts: In einer Sage wird eine Burg an diesem Ort im Zusammenhang mit der Auffindung der Leichname der Heiligen Aureus und Justinus und der Gründung von Heiligenstadt durch den fränkischen König Dagobert genannt. Belegbare historische Hintergründe widersprechen dieser Sage.
- Wie die „Alte Burg entstanden“ ist: Ein König wollte an diesem Ort eine Burg bauen, fand aber keine Leute, die ihm bei Bau helfen konnte. Dafür traf er einen Zwergenkönig, der versprach, ihm zu helfen. Als der König am nächsten Tag wieder an die Stelle kam, stand dort eine Kapelle. Als er den Zwerg wieder traf, sagte dieser, eine Woche lang sollen weder der König noch sein Gesinde diesen Ort besuchen. Einzige Bedingung wäre, dass sich die Zwerge nachts in der Küche und im Keller nützlich machen dürfen. Allerdings dürfe niemand den Zwergen bei ihrer Arbeit zusehen, sonst würde alles geschaffene wieder vergehen. Der König ging auf die Bedingungen der Zwerge ein und nach einer Woche stand neben der Kapelle eine Burg mit allem was ein Königshof brauchte.
- Die Neugierige Magd: Nachdem viele Jahre vergangen waren, wurde eine Dienstmagd eingestellt, die allerdings sehr neugierig war. Da sie Gründe für die eigenartigen Vorgänge in der Burg nicht kannte, tat sie eines Tages etwas verbotenes. Sie streifte durch die Umgebung und fand dort den Eingang zu einer kleinen Höhle und eine andere Magd, der sie dies erzählte, rief erschrocken: „Die Zwergenhöhle“. Daraufhin wollte sie die Zwerge bei ihrer Arbeit überraschen und stellte dort kleine Schälchen mit Schnaps auf, denn Zwerge dürfen keinen Schnaps trinken. Nachdem diese mit dem Schnaps in Berührung kamen, torkelten sie umher, fielen um und bleiben liegen. Die neugierige Magd beobachtete alles. Danach war die Küche leer und die Zwerge kamen nie wieder zurück. Als der König bemerkte, das die Zwerge ihre Arbeit nicht mehr verrichteten, zog er von der Burg fort und diese verfiel. Noch heute wird dieser Ort Alte Burg genannt.
- Der Junge in der Zwergenhöhle

## Vermuteter Burgstandort
Ob an dieser Stelle eine Burg existierte, wird stark angezweifelt, unmittelbare schriftliche Erwähnungen einer Burg gibt es nicht. Archäologisch ist heute ebenfalls nichts mehr nachweisbar, wobei durch die Steinbrüche stark in die Oberflächengestalt der Landschaft eingegriffen wurde. Zum Zeitpunkt der frühesten Ersterwähnungen ist bereits von einer ehemaligen Burg die Rede (1303 antiquum castrum).
Ortsnamen mit der Endung auf –burg müssen nicht immer auf eine Burg hindeuten, sondern können auch von Berg abgeleitet sein, in der Ersterwähnung ist auch von einem Berg die Rede (montem dictum Altenburg). Möglicherweise bezieht sich der Name Alte Burg auch auf die nur wenig entfernte gelegene frühmittelalterliche Wallburg auf der Elisabethhöhe.